# Hyundai Motor Company
La Hyundai Motor Company (HMC) és una divisió de Hyundai Motor Group, el major fabricant sud-coreà d'automòbils fundat l'any 1967. La seva seu principal és a Seül, Corea del Sud. És un dels principals fabricants d'automòbils del món. Actualment, la companyia posseeix el 33,88 per cent de Kia Corporation.
Hyundai opera la instal·lació integrada de fabricació d'automòbils més gran del món a Ulsan, Corea del Sud, que té una capacitat de producció anual d'1,6 milions d'unitats. La companyia dona feina a unes 75.000 persones a tot el món. Els vehicles Hyundai es venen a 193 països a través de 5.000 concessionaris.
El logo de Hyundai és una "H" estilitzada que simbolitza a dues persones, la companyia i els clients, mentre que el seu lema és "Drive your way", que es tradueix com "condueix el teu destí".

## Història
A coreà, la paraula hyundai (en hangul, 현대; romanització revisada del coreà, Hyeondae; pronunciat [hjə́ːndɛ]) significa modernitat. La marca va ser creada el 1967 per Chung Ju-yung, figura dominant de l'economia coreana des del 1960 fins a la seva mort, el 2001. Hyundai va construir el seu primer automòbil el 1968, el sedan compacte Cortina, sota llicència de Ford. En 1975, va realitzar el seu primer model propi, el Pony, en col·laboració amb Mitsubishi i la signatura Italdesign de Torí. Actualment, Hyundai té un dels centres de recerca i desenvolupament més respectats de la indústria.
En la dècada de 1990, Corea del Sud va patir una greu crisi financera que va afectar també a la indústria automotriu implicant la fallida de Daewoo (que ara pertany a General Motors). Hyundai va remuntar la crisi, però es va veure obligat a dividir les nombroses operacions (construcció, banca, petroquímica, logística, drassanes, etc.) en 5 empreses independents. Una d'elles, la de més projecció internacional, és el Grup Automotriu Hyundai que ara inclou la marca Kia Motors; com a nota curiosa cal dir que per poder sobreviure van decidir donar-ho tot per un nou cotxe que salvés l'empresa, el Hyundai Coupé, per a això es va encarregar a Pininfarina el disseny del cotxe, a Mitsubishi el disseny del motor, i a Porsche la posada a punt de la suspensió i frens, amb aquest gran esforç van crear el primer esportiu accessible, i es va convertir en cotxe de l'any i cotxe més venut a la majoria de països on va ser venut.

## Companyies que formen part del Grup Hyundai

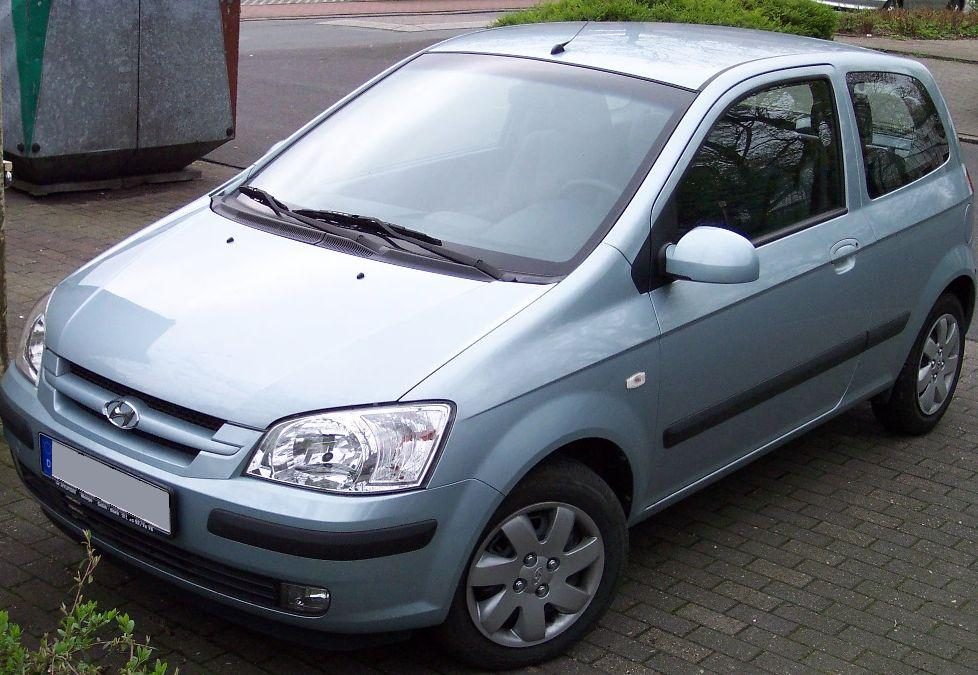
Hyundai Getz

- Kia Motors
- Hyundai Mobile
- Hyundai Electric

## Models/Turismes

### Cotxes
| Rang | Model                    | Vendes globals |
| ---- | ------------------------ | -------------- |
| 1    | Tucson                   | 476.834        |
| 2    | Elantra/Avante/i30 Sedan | 380.907        |
| 3    | Creta/ix25               | 313.693        |
| 4    | i10/Xcent/Aura           | 245.611        |
| 5    | Kona/Encino/Kauai        | 233.170        |
| 6    | Santa Fe                 | 221.230        |
| 7    | Venue                    | 185.720        |
| 8    | Accent/Verna/Solaris     | 184.286        |
| 9    | Sonata                   | 158.361        |
| 10   | Palisade                 | 157.688        |

El seu sedan més venut, segons les dades de vendes de l'empresa en 2021, va ser el Hyundai Elantra (Elantra) (Avant a Corea del Sud), que va registrar 380.907 unitats. Aquest model va ser produït en diverses plantes, fins i tot a Corea del Sud, Estats Units, Xina, entre d'altres. Un altre model de sedan popular és el Accent/Verna, que és popular en mercats emergents com la Xina, Índia, Orient Mitjà i mercats desenvolupats com a l'Amèrica del Nord. Aquest model va deixar de produir-se a Corea del Sud el 2019, ja que la seva base de producció es va traslladar a Mèxic i l'Índia.
Altres models de sedan són el Sonata de grandària mitjana, el Grandeur executiu i diversos models orientats a la Xina que consisteixen en Reina, Celesta, Lafesta i Mistra.
Alguns models hatchback desenvolupats per Hyundai s'han dividit en models desenvolupats per atendre el mercat indi i el mercat europeu. Tant el i10 com el i20 són models fabricats a l'Índia i Europa, amb diversos canvis entre les versions índia i europea per garantir que el model s'adapti a cada mercat. Altres models hatchback inclouen el Santro de nivell d'entrada introduït per primera vegada el 1998 per al mercat indi, el segment C i30 per a mercats desenvolupats, el HB20 per al mercat brasiler i la versió hatchback de l'Accent per a mercats fora de l'Índia i Europa.

### Crossovers/SUVs

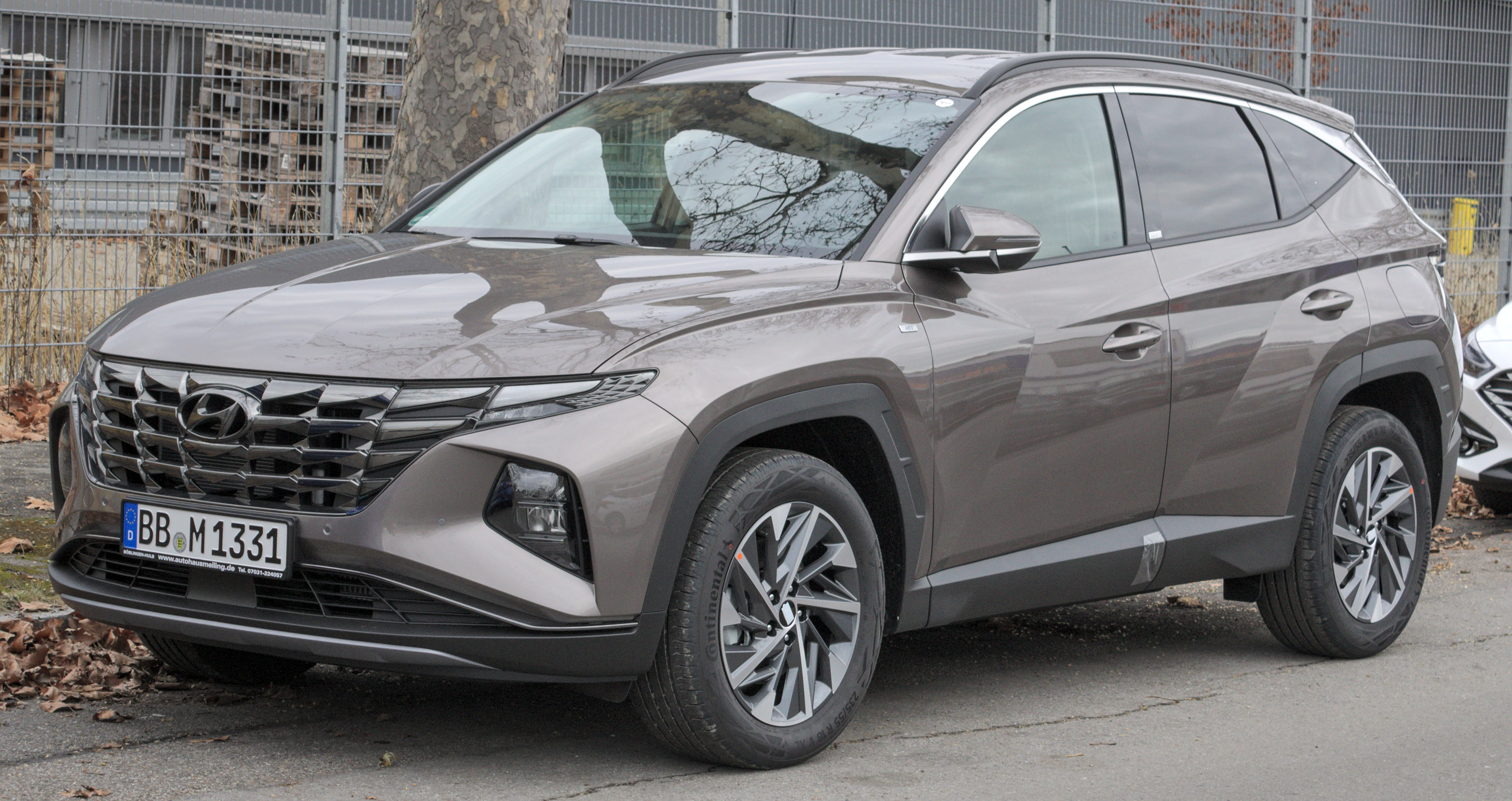
El Tucson és actualment el vehicle Hyundai més venut.

Hyundai va entrar d'hora al mercat dels SUV crossover amb el Santa Fe en 2000, seguit pel Tucson més petit en 2004. El Santa Fe va ser un gran èxit entre els nord-americans. i els mercats europeus, malgrat haver rebut crítiques en el passat per l'aspecte fosc de Hyundai. Ràpidament es va convertir en el producte més venut de Hyundai i va ser una de les raons per les quals Hyundai va sobreviure tot i que les seves vendes van disminuir. A partir del 2020, Hyundai ha venut més de 5.260.000 unitats de Santa Fe a tot el món.
El Tucson de primera generació va compartir la seva plataforma basada en Elantra amb el Kia Sportage. A la majoria dels països, a més de Corea del Sud i Estats Units, el Tucson es va retirar per al Hyundai ix35 del 2009 al 2015. No obstant això, el nom de Tucson es va restaurar per a la tercera generació, on es faria servir en tots els mercats. Va ser presentat al Saló de l'Automòbil de Ginebra el 2015. El Tucson és el quart SUV més venut del món el 2020, amb unes vendes totals de 451.703 unitats, per sota del Toyota RAV4, l'Honda CR-V i el Volkswagen Tiguan.
A mitjans de la dècada de 2010, Hyundai va començar a desenvolupar models SUV crossover més petits, començant amb el Creta (ix25 a la Xina) de 2014 i el Kona el 2017. El Kona també és consistia en una variant elèctrica híbrida i una elèctrica de bateria pura. Per al 2019, tots dos models es van convertir en el tercer i quart vehicle més venut de la marca, mentre que el Creta és el SUV més venut a Rússia des del 2016, i l'Índia el 2020. En 2021, Hyundai va llançar el seu primer model crossover SUV en el segment d'automòbils lleugers de Corea del Sud, el Casper. És la primera incursió de la marca al segment en 15 anys, i també l'automòbil més petit de qualsevol tipus que produeix la marca.
Actualment, Hyundai produeix 12 models SUV crossover per a diferents mercats.

### Vehicles híbrids i elèctrics
Hyundai Motor Company va començar a desenvolupar vehicles de combustible flexible (FFV) en 1988. El vehicle de prova va ser l'Scoupe model 1991 MY FFV. Des de març de 1992, a Seül, Corea, fins a almenys novembre de 1993, s'han realitzat proves de camp de diversos FFV a més de 30.000 milles.

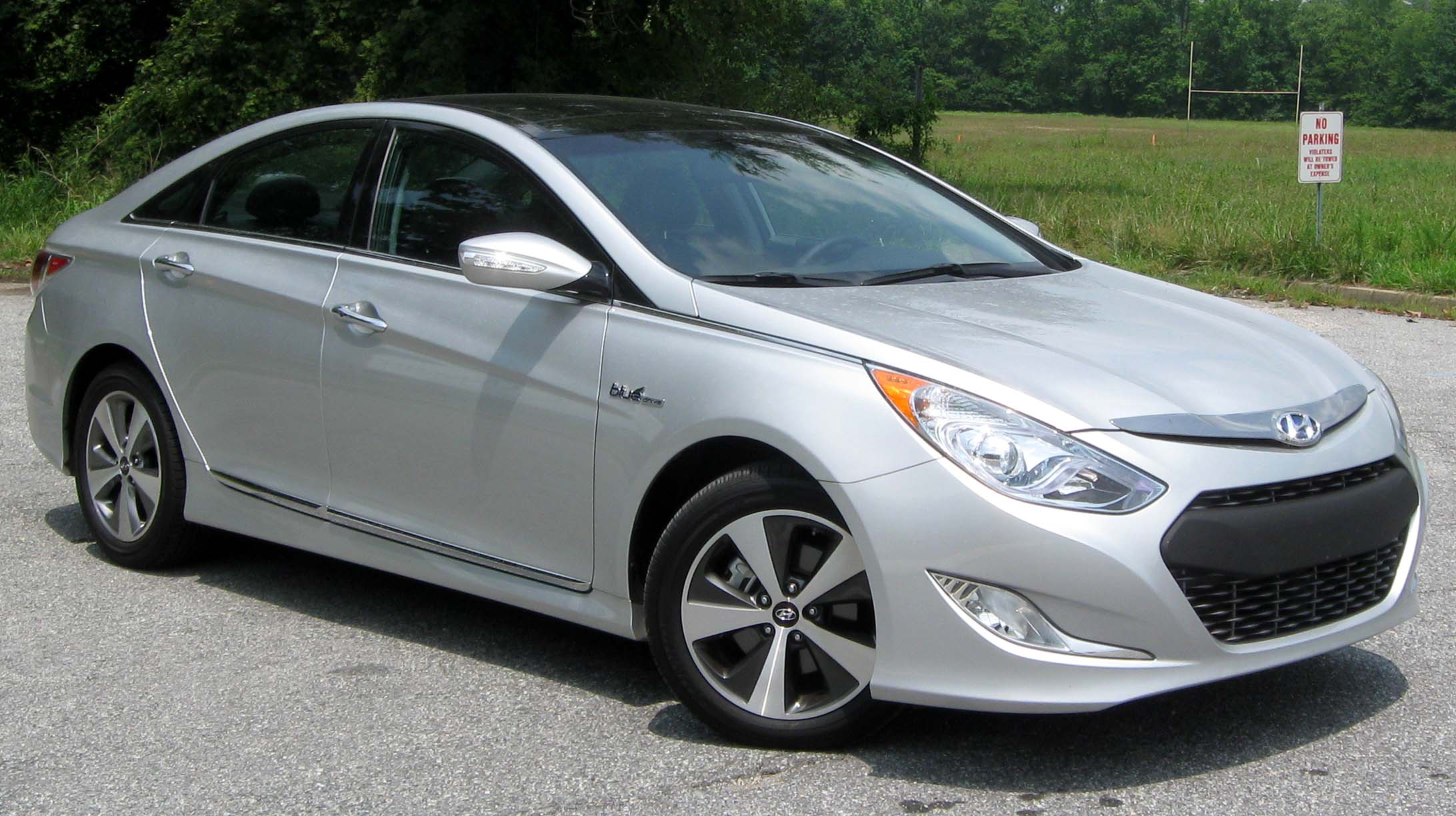
El Hyundai Sonata Hybrid fa servir una bateria de polímer de liti lleugera.

El nou vehicle elèctric híbrid híbrid-elèctric FGV-1 es va presentar al Saló de l'automòbil de Seül el 1995 i va comptar amb tecnologia de propulsió elèctrica permanent. El FGV-1 del 1995 va ser el resultat dels primers experiments de Hyundai amb sistemes de propulsió híbrids el 1994. El FGV-2 va ser el segon vehicle produït. L'empresa utilitza el disseny de tipus "paral·lel", que utilitza el motor de combustió interna o el motor elèctric. Altres són el Hyundai Elantra HEV i el Hyundai Accent HEV, que es van donar a conèixer en 1999 i 2000, respectivament.
El primer cotxe elèctric pur desenvolupat per Hyundai va ser el Sonata Electric Vehicle en 1991. El cotxe va començar com un model Sonata basat en un sedan. Hyundai va planejar tenir sis vehicles elèctrics disponibles per a proves a finals de 1992.
Hyundai va començar a produir vehicles elèctrics híbrids en massa el 2008. L'empresa utilitza Hybrid Blue Drive, que inclou bateries de polímer de liti, en lloc d'ions de liti. El nou híbrid Sonata va fer el seu debut al Saló Internacional de l'Automòbil de Los Angeles el novembre de 2008. Les vendes del Sonata Hybrid 2011 als EUA van començar el febrer de 2011.
En 2009, Hyundai va llançar l'Avant LPI Hybrid al mercat intern de Corea del Sud al juliol. Hyundai també va exhibir el Hyundai BlueOn, un prototip elèctric del Hyundai i10 i 10, que es va presentar per primera vegada al Saló Internacional de l'Automòbil de Frankfurt el 2009. El Saló Internacional de l'Automòbil de Ginebra de 2010, Hyundai va presentar l'i-flow, un automòbil conceptual que utilitza una variant del sistema híbrid BLUE-WILL.
Fins al març del 2014, les vendes globals acumulades de models híbrids van totalitzar 200.000 unitats, inclosos els models híbrids de Hyundai Motors i Kia Motors.
El 2016, Hyundai va presentar l'Ioniq de cinc portes amb porta del darrere per competir amb el Toyota Prius. La placa d'identificació Ioniq és un portmanteau de ion i únic. És el primer automòbil que s'ofereix en les variants híbrid, híbrid endollable i totalment elèctric sense motor de combustió interna "estàndard com a única versió. La variant híbrida es va llançar al seu mercat local el febrer del 2016, seguida pel model elèctric el juliol del 2016. La versió híbrida endollable va seguir el febrer del 2017.

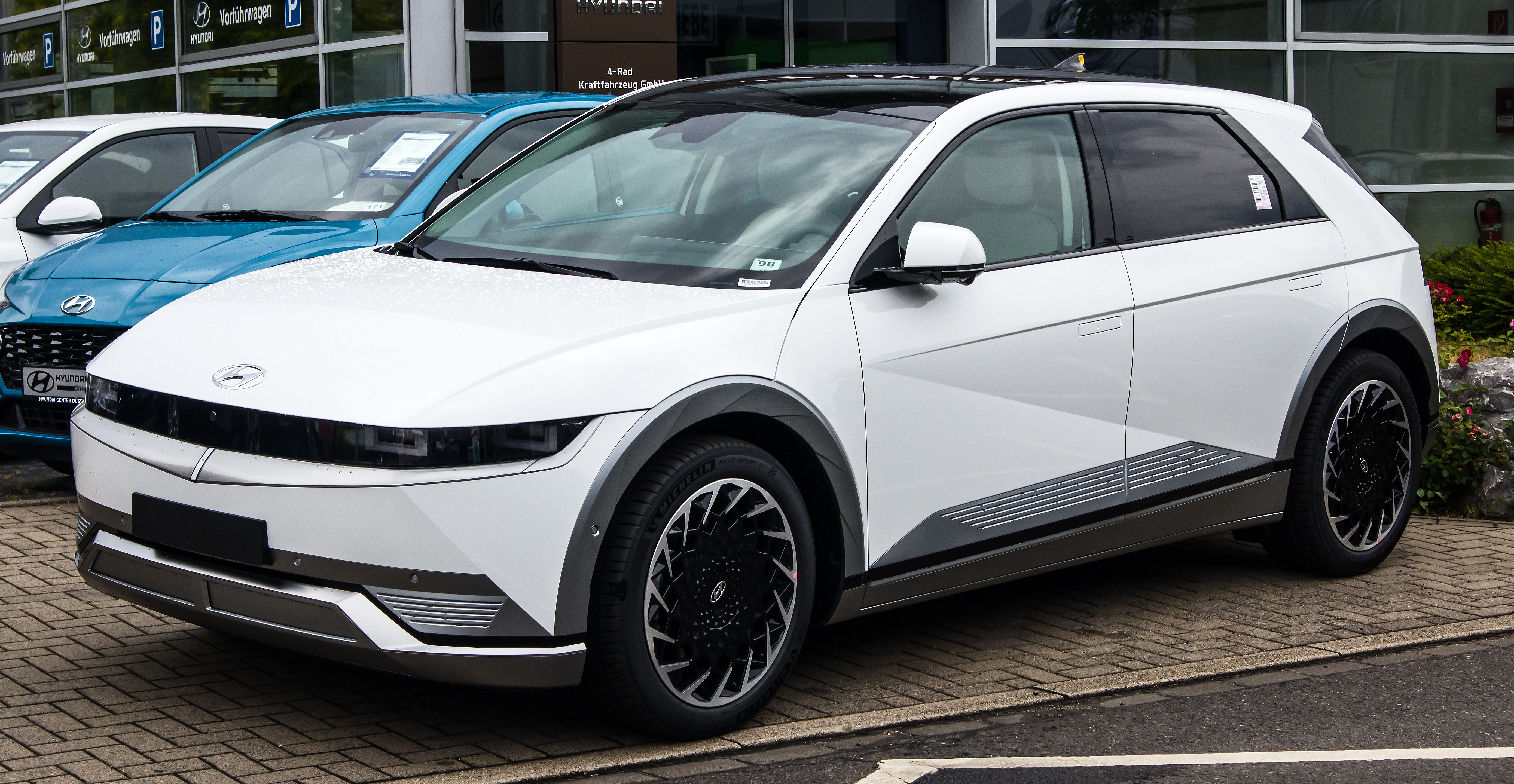
El Hyundai Ioniq 5 és el primer model de Hyundai desenvolupat a la plataforma E-GMP.

A l'agost de 2020, la companyia va anunciar el llançament de l'Ioniq com la seva nova marca elèctrica i va confirmar tres nous cotxes elèctrics que es vendran sota la submarca. Ioniq és la segona marca independent de Hyundai després del Genesis. La nova marca utilitzarà la Hyundai, que, segons afirmen, permetrà "una capacitat de càrrega ràpida i una àmplia autonomia". El fabricant d'automòbils va dir que el primer dels tres nous models globals serà el Ioniq 5, un crossover de mida mitjana, que arribarà a principis del 2021. El seguirà el sedan Ioniq 6 a finals del 2022, i després el Ioniq 7, un SUV gran. a principis de 2024. Els nous models es nomenaran numèricament, amb números parells per a sedanes i números imparells per a SUV.
Al desembre de 2020, Hyundai Motor Group va anunciar detalls sobre la seva plataforma E-GMP que serà la base dels nous vehicles elèctrics Hyundai i Kia a partir de 2021. A més de les marques Hyundai, Ioniq i Kia també s'utilitzarà per a futurs cotxes elèctrics Genesis. Els components principals de la plataforma són un paquet de bateries sota la cabina i un motor, transmissió i inversor tot en un dissenyats i desenvolupats per Hyundai. En agrupar els components, va dir Hyundai, va augmentar la velocitat màxima del motor fins a un 70 per cent en comparació dels motors existents, malgrat la seva petita grandària. La companyia va afirmar que és capaç de manejar una potència de sortida de fins a 600 CV (447 kW) del sistema.
Al febrer de 2020, Hyundai va llançar el seu primer vehicle fabricat sobre la plataforma E-GMP, el Ioniq 5. És el primer producte que es comercialitza sota la submarca Ioniq. En la presentació, és el vehicle elèctric més avançat produït per Hyundai. La bateria es pot carregar del 10 al 80 per cent en 18 minuts amb les seves capacitats de càrrega de 800 V usant un carregador de 350 kW. S'afegirà una càrrega de cinc minuts de 100 km a la seva autonomia segons els estàndards WLTP. El seu abast màxim declarat és 480 km per a la variant de tracció del darrere de 72,6 kWh.
El juliol de 2022, Hyundai va anunciar la seva nova fàbrica automotriu a Corea del Sud, dedicada exclusivament a vehicles elèctrics i la producció del qual començarà el 2025. Serà la primera planta de Hyundai a obrir a Corea del Sud des del 1996.
Actualment, Hyundai està ampliant la seva línia totalment elèctrica per incloure el Ioniq 6, que debutarà a Europa a la segona meitat del 2022, i el Ioniq 7, que es preveu que arribi al mercat el 2024.

### Vehicles d'hidrogen

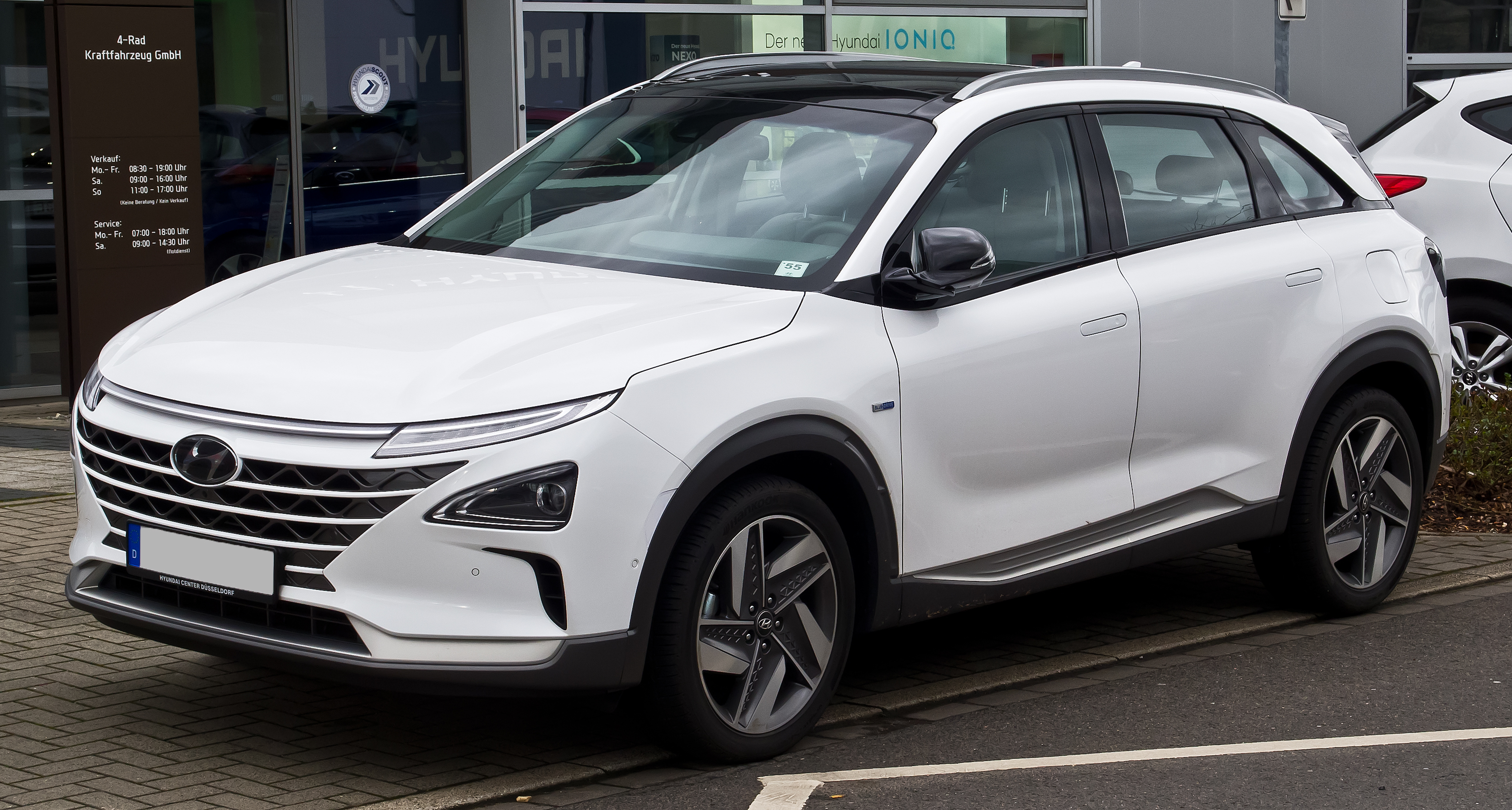
Hyundai Nexo

Al març de 2018, Hyundai va llançar un SUV crossover d'hidrogen, el Nexo. L'octubre del 2020, les vendes nacionals de Nexo a Corea del Sud van superar els 10.000 vehicles. Fins al juliol del 2020, Hyundai havia exportat només 769 vehicles als Estats Units i Europa amb una oferta limitada a causa de la demanda interna.
En 2020, Hyundai va llançar una versió impulsada per hidrogen del seu camió Xcient, el Xcient Fuel Cell, que va lliurar set vehicles a clients a Suïssa. El Xcient Fuel Cell és el primer camió de pila de combustible d'hidrogen produït al món. El 2019, Hyundai va formar Hyundai Hydrogen Mobility (HHM) juntament amb l'empresa suïssa H2 Energy per arrendar camions a clients suïssos amb plans de lliurar 50 camions per al 2020. Hyundai va triar llançar a Suïssa perquè el seu impost de circulació no s'aplica als camions de zero emissions i per la seva capacitat de produir hidrogen fent servir hidràulica. HHM es va associar amb Hydrospider, una empresa conjunta de H2Energy, Alpiq i Linde per produir hidrogen i construir una infraestructura de recàrrega d'hidrogen a Suïssa. La Xcient Fuel Cell de 34 tones té una cel·la de combustible de 190 kW recolzada per un paquet de bateries de 73kW que emmagatzema energia de la cel·la de combustible i del frenat, set tancs d'hidrogen, una velocitat màxima de 85 km/h, una autonomia d'uns 400 quilòmetres i un temps de proveïment d'entre 8 i 20 minuts.
En 2020, Hyundai va llançar una versió impulsada per hidrogen del seu autobús Hyundai Elec City, Elec City FCEV, que té una capacitat de 44 passatgers amb 24 seients i 20 seients de peu. L'autobús té una pila de combustible de 180 kW recolzada per un paquet de bateries de 156 kW, cinc tancs d'hidrogen, una autonomia de 434 quilòmetres i un temps de recàrrega de combustible de 15 minuts. En 2020, Hyundai va exportar dos autobusos a la companyia petroliera d'Aràbia Saudita Saudi Aramco per a demostració.
Al desembre de 2021, Hyundai va suspendre el desenvolupament de la seva Genesis, i possiblement dels seus altres automòbils d'hidrogen.

### Vehicles comercials lleugers
Hyundai Motor va començar la producció de la furgoneta H350 (també anomenada Solati) a Turquia a partir de 2015.

### Camions i autobusos

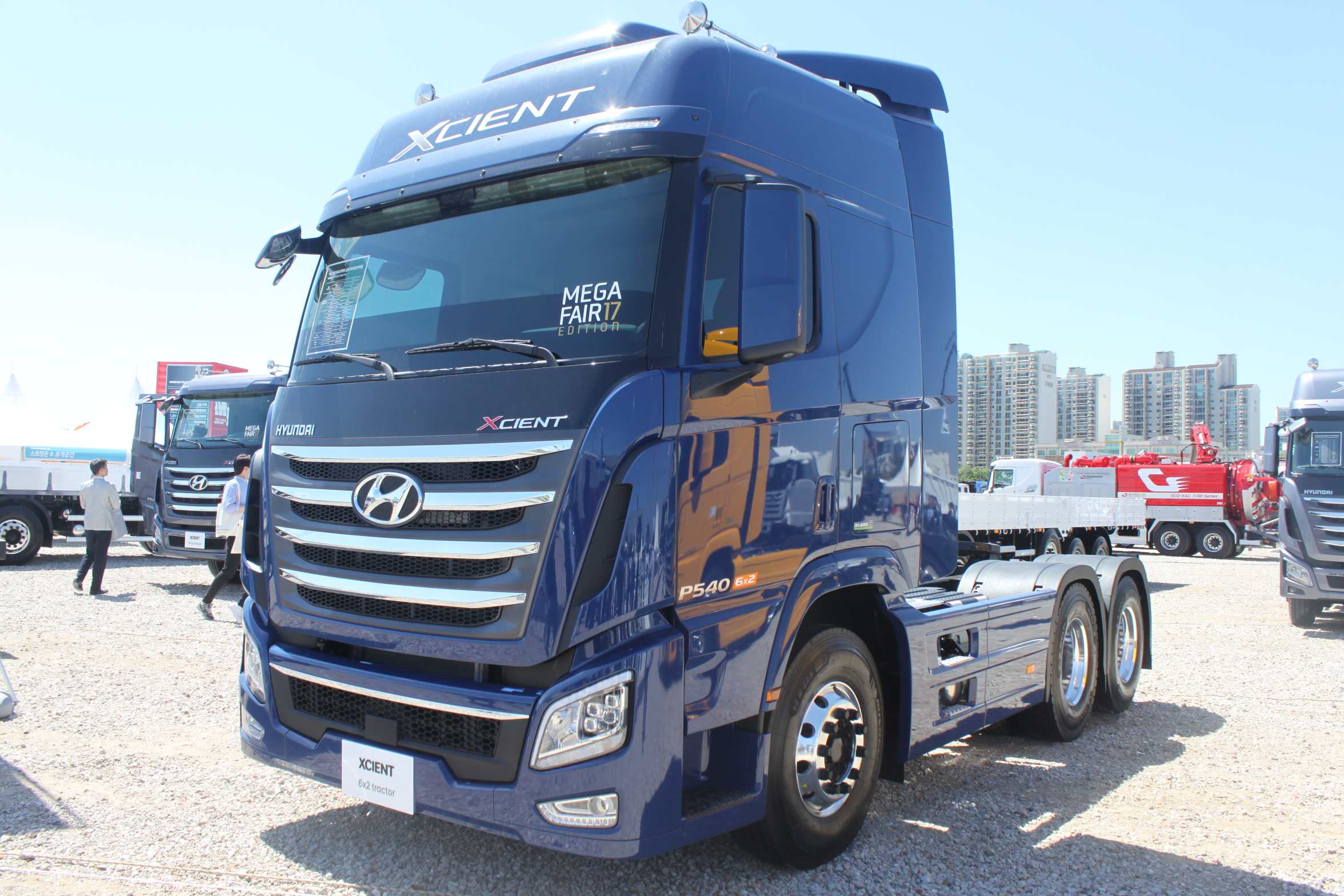
El camió 6x2 Hyundai Xcient

Sota la divisió Truck & Bus, Hyundai produeix diversos camions pesats i autobusos. L'empresa va començar a vendre camions el 1969 amb el D-750/800, seguit del R-182 com el seu primer autobús el 1970.
Es va establir una empresa conjunta anomenada Daimler-Hyundai Truck Corporation entre Hyundai i Daimler AG el 2000 per produir camions i autobusos de gamma mitjana d'alta tecnologia al mercat coreà a partir del 2004. No obstant, després de nombrosos retards i disputes, l'empresa planificada es va cancel·lar el 2004, amb DaimlerChrysler venent la seva participació del 10,65 per cent Hyundai Motor.

### Models actuals Hyundai

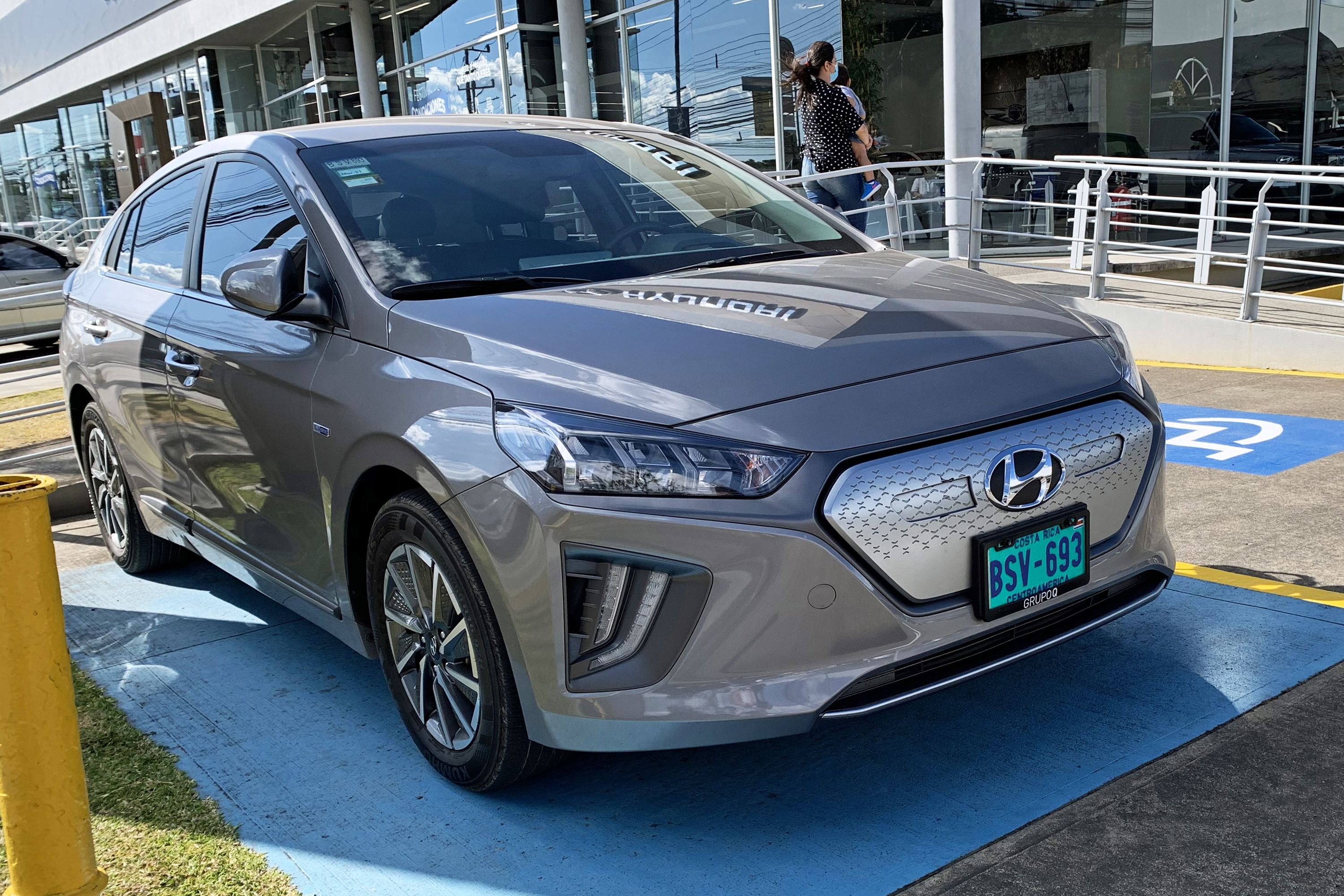
Hyundai IONIQ

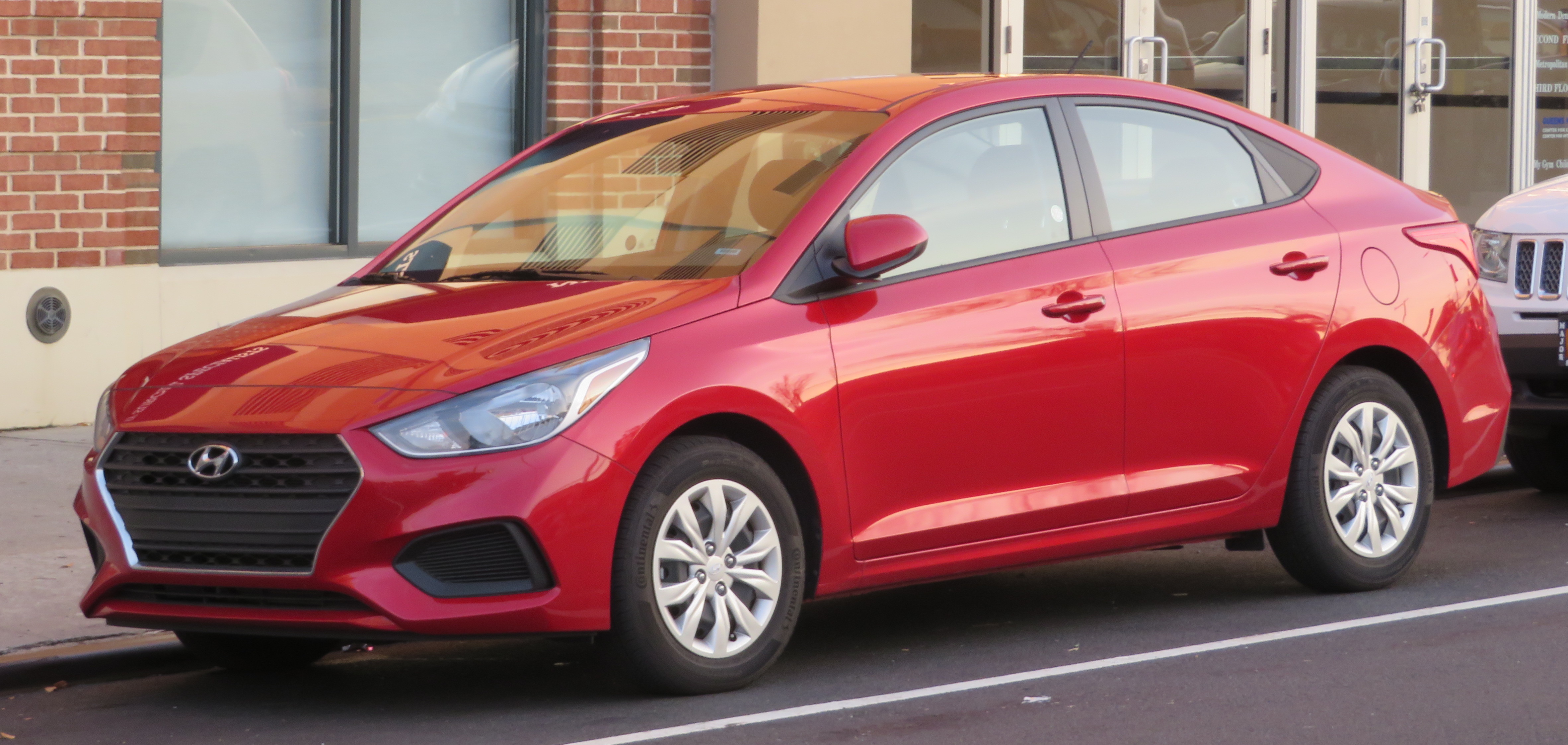
Hyundai Accent

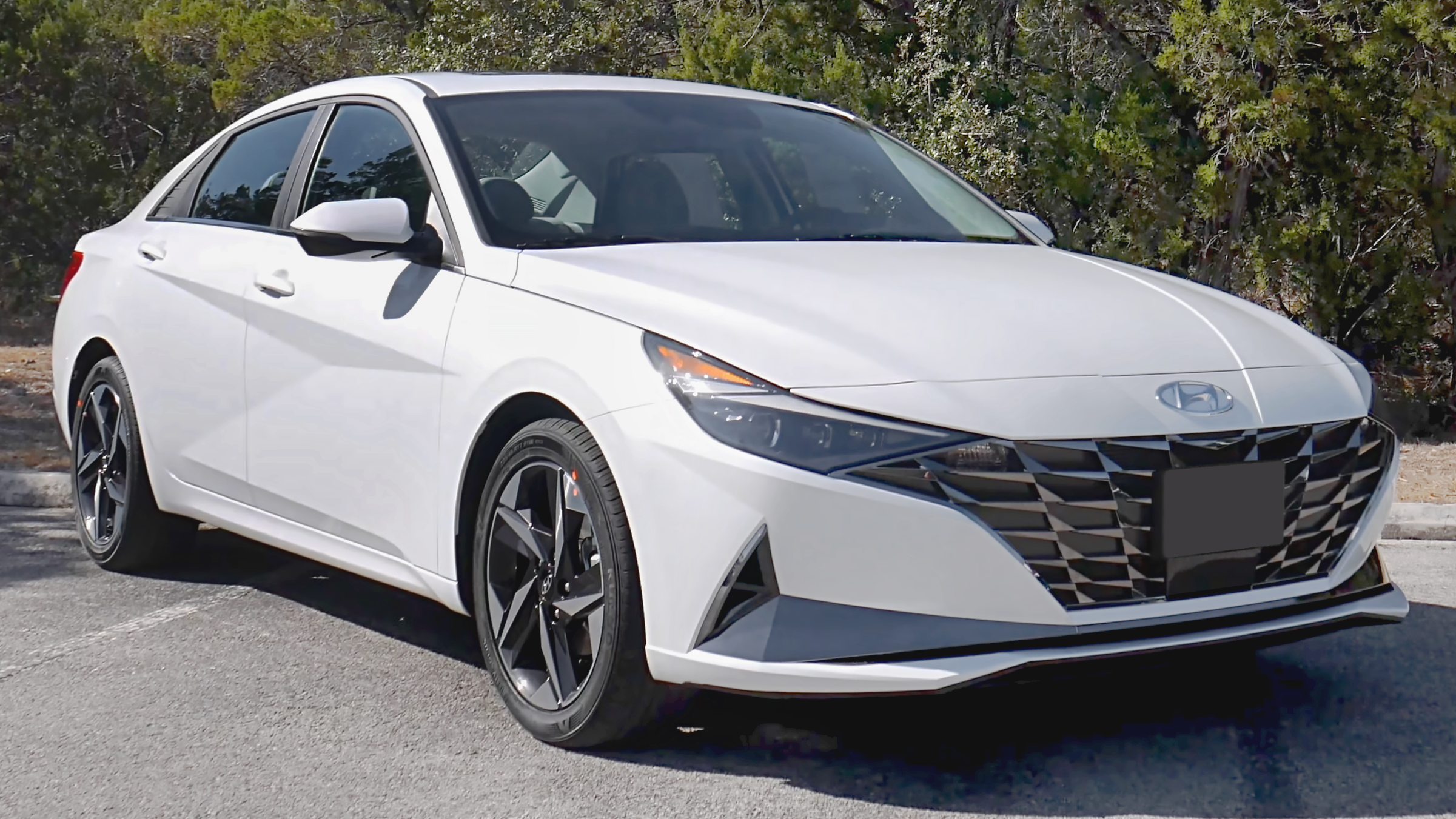
Hyundai Elantra

- i10
- Grand i10
- i20
- i30/ i30 CW
- Accent / Verna
- Elantra / Avante
- i40/ CW
- ix20
- Hyundai ix25
- H1 Van/ Travel/ Starex
- H350
- Creta
- HB20
- i45
- Hyundai IONIQIONIQ
- Hyundai AccentHyundai Ioniq 5
- Sonata
- Hyundai Genesis
- Azera / Grandeur
- Hyundai ElantraCasper
- Venue
- Tucson - ix35
- Santa Fe
- Veloster
- Eon
- Hyundai Genesis Coupe
- Hyundai Tucson en un concessionari Hyundai, on s'aprecia també un Santa Fe.Hyundai Kona

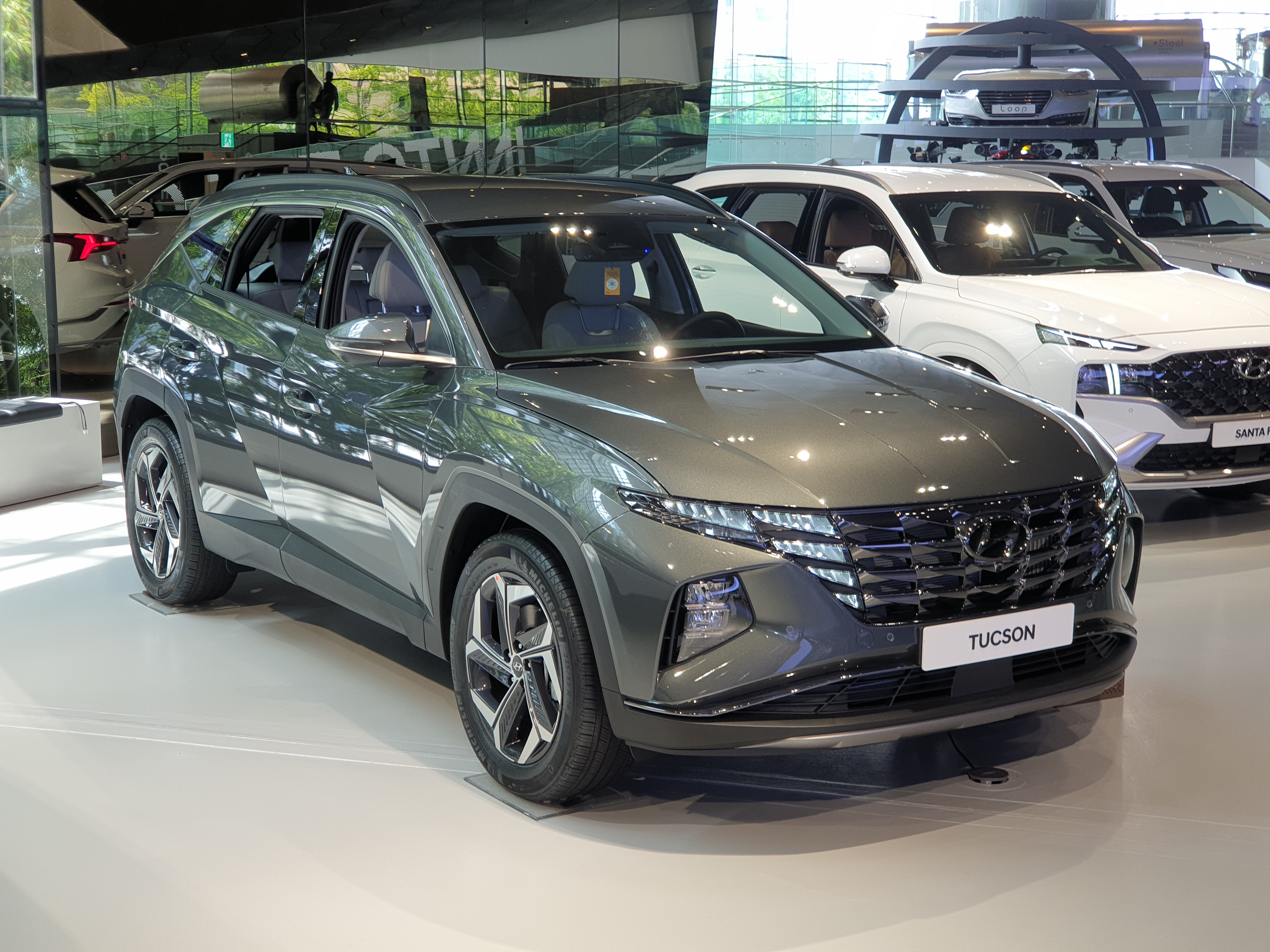
Hyundai Tucson en un concessionari Hyundai, on s'aprecia també un Santa Fe.

- Hyundai Nexo (elèctric a pila d'hidrogen)
- Hyundai N2025 Vision Gran Turismo
- Hyundai Kona elèctric
- Hyundai Staria

### Hyundai Modelos Anteriores
- Atos
- Getz / Click
- Coupe/ Tiburon/ Tuscani
- XG
- H100
- Matrix / Lavita
- Santamo
- Trajet
- Entourage
- Galloper
- Terracan
- Veracruz - ix55
- Equus
- Stellar
- Pony
- Excel
- Hyundai S Coupe